# ファルツ D.III
ファルツ D.III
ファルツ D.III
- 用途：戦闘機
- 設計者：ルドルフ・ゲーリンガー
- 製造者：ファルツ航空機製造
- 運用者：ドイツ帝国軍航空隊
- 初飛行：1917年6月
- 生産数：1,010機前後
- 生産開始：1917年
- 運用開始：1917年8月
- 運用状況：退役

ファルツ D.IIIはファルツ航空機製造会社が製造し、第一次世界大戦で使用されたドイツの複葉戦闘機である。

## 概要
本機はファルツ航空機製造会社が最初に量産した自主設計機である。ファルツ航空機製造会社はロラント D.II及びD.IIaをライセンス生産しており、これらの機体は本機の設計にも大きな影響を与えている。
原型機は1917年6月に初飛行し、小改正の後に量産に移行している。続いて発動機を175馬力のメルセデス D.IIIaに換装、ほか改修を施したD.IIIaの量産を開始している。本機は1917年8月にヤシュタ10に配備され、同年末には276機が配備された他、D.IIIaも114機配備されている。しかし本機の実施部隊での評判は良くても賛否両論といったところで、実際の性能もアルバトロス D.Vaやフォッカー D.VIIに劣っていたが、非常に頑丈な機体である事と、急降下速度の速さによって容易には撃墜されなかった。その為、頑丈さと生産機数の多さによりドイツの制空権確保に貢献することとなる。1918年には、アルバトロス D.Vaやフォッカー D.VIIとの機種転換が進み数を減らしていったが、それでも終戦時に166機が使用されていた。

## 技術的特徴
「鮫の様な」と形容される事があるほど滑らかな合板外皮のセミモノコック構造の機体であった。主翼には1張間の支柱と補助張線で支持された複葉型式を用いている。下方視界を良くする為に下翼はやや小さい。機首の機銃は発動機下部にほとんど埋め込まれた形となっている。本機は水冷式発動機を装備し、これに固定式（プロペラピッチを変更する仕組みをもたない）2翅のプロペラを牽引式で装着した。
性能諸元
※使用単位についてはWikipedia:ウィキプロジェクト 航空/物理単位も参照
- 全長： 6.95 m[1]
- 全幅： 9.40 m[1]
- 全高： 2.67 m
- 主翼面積： 22.17 m2
- 自重： 725 kg
- 全備重量： 905 kg
- 発動機： メルセデスD.III 水冷列型6気筒160HP
- 最大速度： 165 km/h[1]
- 航続距離： 2.5時間
- 実用上昇限度： 5,000 m

- 乗員： 1 名
- 武装： lMG 08/15 シュパンダウ 7.92 mm機銃 ×2